# Lemberg (Schwäbische Alb)
Der Lemberg ist der mit 1015,7 m ü. NHN höchste Berg der Schwäbischen Alb. Er liegt am Westrand der Alb, östlich von Rottweil im Landkreis Tuttlingen bei der Gemeinde Gosheim in Baden-Württemberg. Auf dem Gipfel des Bergs steht der Lembergturm, ein 33 m hoher Stahlgerüst-Turm (Plattformhöhe 30 m) des Schwäbischen Albvereins, der über die umstehenden Bäume hinweg eine Aussicht bietet, bei klarem Wetter bis zu den Alpen. Die Fernsicht reicht gelegentlich bis zum etwa 295 km entfernten Mont Blanc, sie gilt als die weiteste belegte Fernsicht in Deutschland. Der Lemberg ist Teil der touristisch definierten Region der 10 Tausender und gehört naturräumlich gesehen zur Hohen Schwabenalb bzw. zum eher kulturell definierten Großen Heuberg.

## Geologie und Vegetation

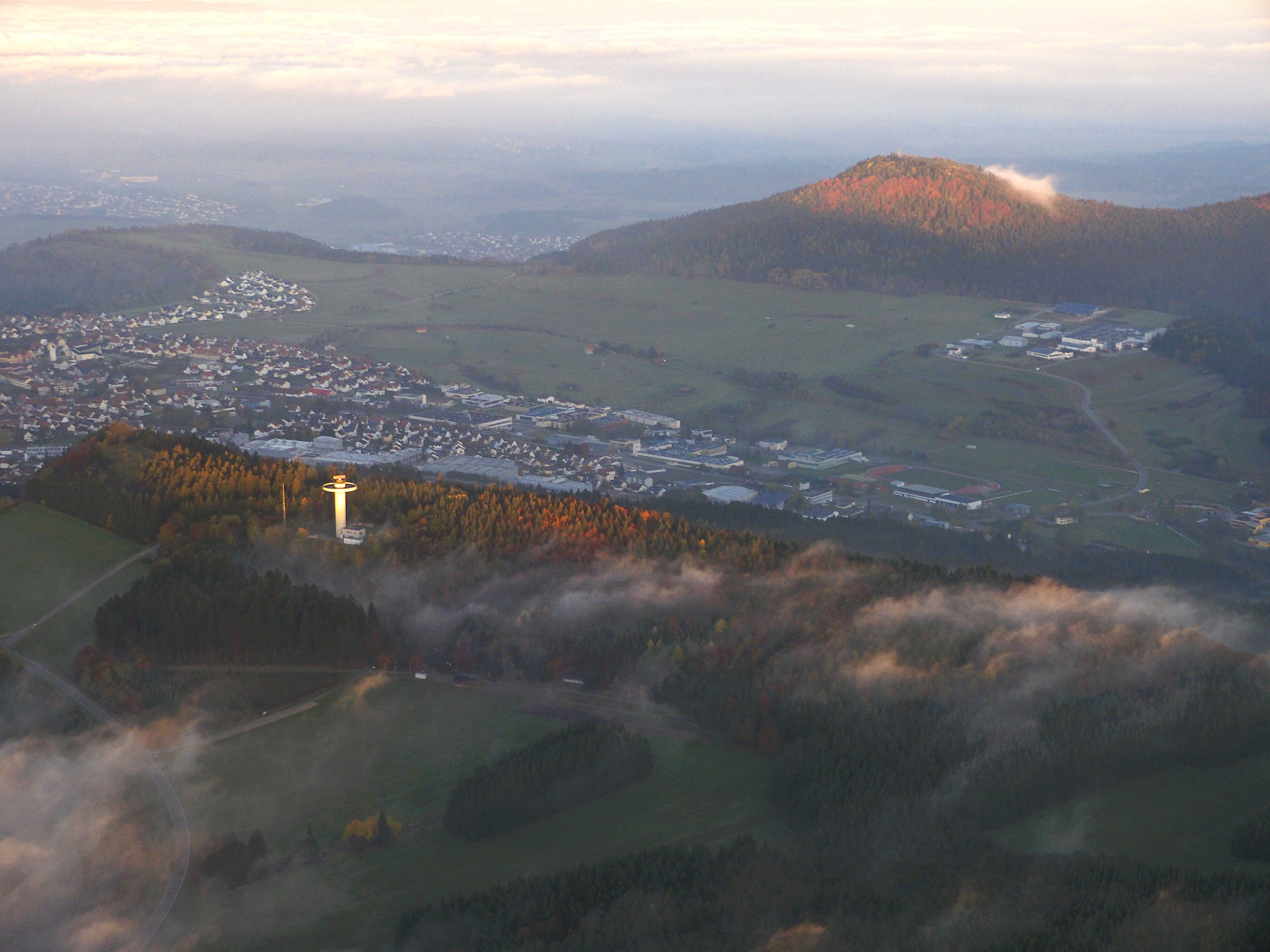
Hinten mit Sonne die Südflanke des Lembergs, im Vordergrund der Hochwald. Gosheim liegt im „geköpften“ Hochtal dazwischen.

Die drei Tausender Lemberg, Hochberg und Oberhohenberg bilden einen zusammenhängenden Zeugenberg, der im Osten durch den Mühlbach und im Süden durch die Untere Bära, die am Fuße des Lembergs auf 833 m ü. NHN entspringt, vom Albhochland abgetrennt ist. Der Lemberg selbst weist eine relativ kegelförmige Gestalt auf, die man am besten vom Albvorland aus erkennen kann.
Reliefbildend sind die Schichten des Weißjura Beta (Wohlgeschichtete-Kalke-Formation, joW). Infolge der im Südwesten stärkeren Schrägstellung der Schichten, kommt hier der Untere Weißjura höher zu liegen als weiter östlich der Obere Weißjura. Als Teil des Albtraufs ist die beeindruckende Nordwestflanke des Berges typischerweise steil (Hangneigungen von über 50°) und fällt mehrere hunderte Meter tief ins Albvorland ab. Sie weist zwar Rutschungen und Schutthalden, jedoch im Gegensatz zu den umliegenden Tausendern kaum hervorspringende Felsformationen auf. Die alte Oberamtsbeschreibung berichtet von einer schwefelhaltigen Quelle am Fuße des Lembergs. Die Westflanke gilt geologisch als besonders dynamisch, da hier die rückschreitende Erosion aufgrund des von Nordwesten auftretenden Steigungsregens am stärksten wirkt. Der Albaufstieg, welcher von Wilflingen an der Westflanke nach Gosheim hinaufführt („Wassersteige“), ist dadurch besonders von Rutschungen und Steinschlag betroffen, sodass in der Vergangenheit oft Reparaturen oder sogar Streckenverlegungen vonnöten waren.
Die knapp 200 m hohe Südflanke zeigt Richtung Gosheim und ist von einem naturnahen Bergmischwald bedeckt. Die überwiegend vom Nadelwald bewachsene Nordostflanke des Berges beherbergt aufgrund des kühl-feuchten Schattenklimas mit Jahresmitteltemperaturen von knapp 5 °C auch einen natürlicher Fichten-Blockwald, welcher in Baden-Württemberg sonst nur auf einigen anderen Nordhängen der Hohen Schwabenalb zu finden ist.

## Geschichtliches

### Keltische Besiedlung auf dem Gipfelplateau
Wie viele Berge der Region ist der Lemberg ein Zeugenberg. Sein Name ist keltischen Ursprungs. Die keltische Vorsilbe „lem“ bedeutet so viel wie Morast oder Sumpf. Wahrscheinlich entstand dieser Name, weil am Fuße des Bergs die Untere Bära entspringt, die möglicherweise in vorgeschichtlicher Zeit deutlich mehr Wasser schüttete und das umliegende Gebiet versumpfte.
Zur Hallstattzeit (8.–5. Jahrhundert v. Chr.) gab es eine keltische Siedlung auf dem Lemberg. Noch heute sind bei genauem Hinsehen auf dem Gipfel Mauern und Gräben einer Befestigung zu erkennen. Im Osten und Westen wurde das Gipfelplateau terrassiert. Weitere Reste keltischen Ursprungs finden sich auch auf den unmittelbar benachbarten Bergen und auf dem gesamten Großen Heuberg. Die von den Einheimischen benutzten Namen markanter Berge der Hohen Schwabenalb lässt sich vermutlich auf keltische Bezeichnungen zurückführen, z. B. „die Bloachta“ für den Plettenberg oder die Lochen.

### Jungfrauenloch
Auf rund 1000 m ü. NHN am Nordosthang des Lembergs liegt die als Jungfrauenloch bekannte Höhle bzw. Felsspalte im Weißjuragestein. Der Name lässt sich auf eine lokale Sage zurückführen.
Um das Jahr 1170 wurde die Grafschaft Hohenberg, zu welcher die Markung Gosheim damals gehörte, und ihr Herr Burkhard I. von Habsburg zum ersten Mal erwähnt.
Um das Jahr 1230 heiratete der spätere römisch-deutsche König Rudolf I. von Habsburg die Tochter des Hohenberger Grafen Burkhard III., Gertrudis von Hohenberg. Ihr Getreuer Gaus, im mittelhochdeutschen auch „Gozzo“ genannt, führte für sie die planerischen Aufgaben und die Organisation des Finanzwesens durch. Von Gaus soll sich der Name der Gemeinde Gosheim hergeleitet haben.
Nach Heirat mit Rudolf von Habsburg blieb Gaus bei der Nichte der Gräfin, Gertrudis von Oberhohenberg, für welche er ebenso trefflich die Geschäfte führte. Doch der Bruder der jungen Frau war über die Beliebtheit von Gertrudis und Gozzo so ergrimmt und eifersüchtig, dass er in Abwesenheit von Gozzo, welcher auf der Jagd weilte, nachts das Schloss in Brand steckte. Nur Gertrudis soll mit all ihrem Schmuck und Geld dem furchtbaren Brand entkommen und noch heute im „Jungfrauenloch“, einer tiefen Felsspalte auf dem Lemberg, verborgen sein. Erst ein Schlüsselwort kann sie aus ihrer Gefangenschaft der dunklen Mächte befreien.
Die Geschichte um Gertrudis von Oberhohenberg und ihrem Getreuen Gaus wird alle fünf Jahre als Dorfschauspiel an der Fasnet aufgeführt.
Auch um den sogenannten „Riesenwald“ am Lembergsattel ranken sich Legenden.

### Lembergsattel
Auf dem 925 m ü. NHN hohen Lembergsattel, dem Gebirgspass zwischen Lemberg und Hochberg, trennt ein „Dreibanniger Grenzstein“ die Gemarkungen („Banne“) von Gosheim, Deilingen und Wilflingen. Eine Informationstafel erläutert den historischen Verlauf und die wechselnden Herrschaftsverhältnisse der einst zur vorderösterreichischen Grafschaft Hohenberg gehörenden Orte. Die Burg Oberhohenberg lag nur rund 1,5 km vom Grenzstein entfernt auf dem Oberhohenberg.

## Tourismus

### Besteigung
Der Lemberg kann auf bezeichneten Wanderwegen bestiegen werden. Der Schwäbische-Alb-Nordrand-Weg als Hauptwanderweg 1 des Schwäbischen Albvereins und der Donauberglandweg führen über den Gipfel. Vom nächstgelegenen Wanderparkplatz aus, einen Kilometer nördlich von Gosheim entfernt, ist der Gipfel in einer Dreiviertelstunde auf einer Wegstrecke von 900 Metern zu erreichen, auf der etwa 144 Höhenmeter zu überwinden sind.
Von Wilflingen aus, welches im Albvorland liegt, ist der Gipfel in etwa eineinhalb Stunden zu erreichen, auf diesem Wege muss man knapp 400 Höhenmeter ersteigen. Er führt über gut ausgebaute geschotterte Waldwege zunächst zwischen Feldern durch und in den Wald hinein. Nach etwa einer Stunde und 270 Höhenmetern verlässt man die Waldwege, die letzte halbe Stunde des Aufstiegs geht man auf einem schmalen, steil bergauf führenden Wanderpfad.
Von Wehingen ausgehend ist der Lemberg auf dem Donauberglandweg auf etwa vier Kilometern und 250 Höhenmetern zu erwandern.

### Lembergturm

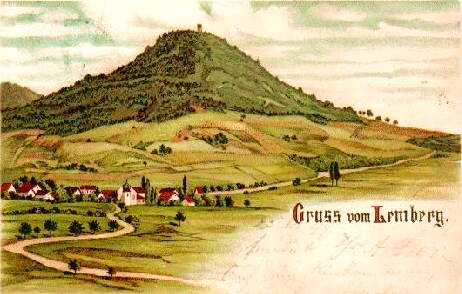
Der Lemberg im Jahr 1899

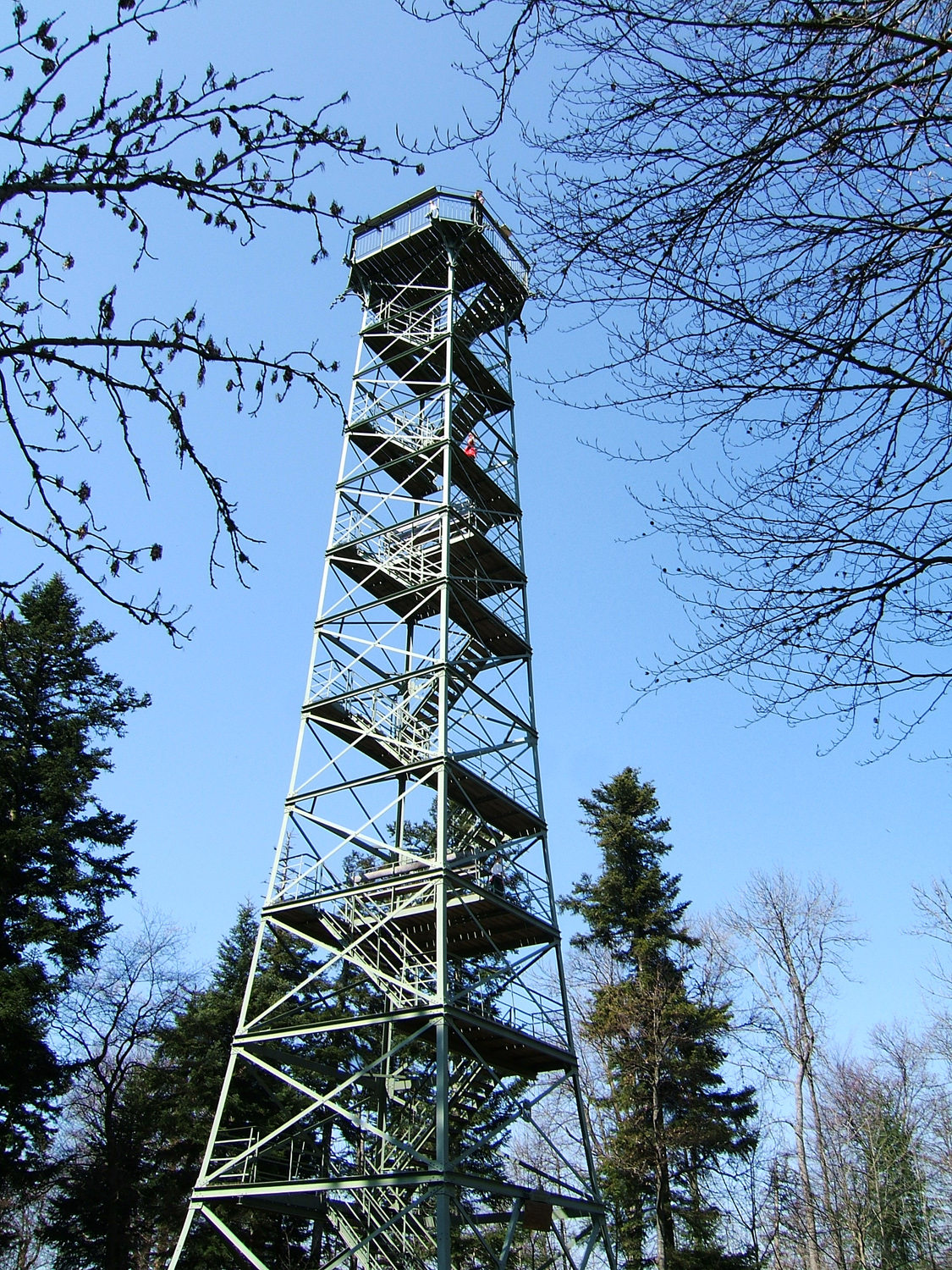
Aussichtsturm auf dem Lemberg

Bereits 1890 gab es Pläne, auf dem Lemberg oder seinem Nachbarn, dem Oberhohenberg, einen Holzturm zu errichten. Die geschichtliche Bedeutung und der bequeme Aufstieg sprachen für den Oberhohenberg, die Entscheidung zum Bau fiel aber letztlich zugunsten des Lembergs – vor allem, weil er der höchste Berg der Schwäbischen Alb ist. 1894 besichtigten erstmals ein Ingenieur und zwei Handwerksmeister das Terrain. Weil es am nötigen Geld fehlte, zögerte sich der Bau aber weiter hinaus. 1897 ließ man die bisherigen Pläne fallen; man diskutierte nun über den Bau eines steinernen oder eisernen Turms. Da der Steinbau auf 24.000 Mark veranschlagt war, entschied man sich zum wesentlich billigeren Eisenbau. Beauftragt war die Firma Ph. Ant. Fauler aus Freiburg. Die Geldmittel stammten überwiegend aus einer groß angelegten Spendensammlung.
Die Fundamente wurden in der Osterwoche 1899 gelegt. Am Pfingstmontag begannen zwölf Arbeiter mit dem Turmaufbau. Gutes Wetter begünstigte die Arbeiten, so dass am 17. Juni 1899 der Bau fertiggestellt war. 23 Tonnen Eisen wurden verbaut; der Kostenvoranschlag von 10.000 Mark wurde nicht überschritten. Der Anstieg auf den Turm geht über 152 Treppenstufen, verteilt auf zwölf offene Stockwerke. Die Aussichtsplattform liegt 30 Meter über dem Grund; mit der Fahnenstange auf der Spitze zusammen misst der Turm 34 Meter Höhe.
Seit dem Bau stand bisher etwa alle 25 Jahre eine kostspielige größere Sanierung an. Vor allem nach dem Ersten Weltkrieg, während dessen der Turm wie auch im Zweiten Weltkrieg keine Bedeutung hatte, spielte man mit dem Gedanken des Abbruchs, um sich die Ausgaben für seine Sanierung sparen zu können. Der Vorschlag fand jedoch nicht genügend Befürworter. Zuletzt wurde der Turm 1973 und 1999 (?) für längere Zeit gesperrt, während der er von Freiwilligen und Gosheimer Handwerkern saniert wurde.
Mitte der 1980er Jahre installierte das damalige Fernmeldeamt Rottweil auf dem Lembergturm zwei Richtfunkantennen für eine Richtfunkverbindung zwischen dem Fernmeldegebäude in Rottweil und der Fernvermittlungsstelle in der Gosheimer Bahnhofsstraße. Diese Richtfunkverbindung, die auf direktem Wege nicht hätte eingerichtet werden können, ergänzte die bestehenden Telefonkabelverbindungen. Nachdem die Kupferkabel vermehrt durch Glasfaserkabel ersetzt wurden, wurde die Funkverbindung immer entbehrlicher, im Jahr 2005 wurden die Antennen demontiert.
Die Anlage nutzte passive Richtfunkumlenkung, denn am Lembergturm gab und gibt es keinen Stromanschluss. Aus diesem Grund trug der Turm, von dieser Anlage abgesehen, auch nie weitere Antennen.
Der Turm wird aufgrund seiner charakteristischen Stahlbauweise scherzhaft auch als „Eiffelturm der Alb“ tituliert. Für den Aufstieg auf den Turm sollte man schwindelfrei sein, denn bei Wind beginnt die recht luftige Stahlkonstruktion leicht zu schwingen.

#### Aussicht
Der Turm steht unmittelbar am Albtrauf, weshalb die Aussicht zweigeteilt ist. Der Blick auf das mindestens 300 m tiefer liegende Albvorland reicht vom Südwesten bis nach Norden. Direkt im Westen liegt Rottweil (607 m ü. NHN) mit dem 246 m hohen TK-Elevator-Testturm in der sichtbaren Furche des Neckartales.
Im Norden sind die Balinger Berge mit dem Fernmeldeturm auf dem Plettenberg (1002 m ü. NHN) zu sehen, rechts von ihm Schafberg (1000 m ü. NHN), Lochenstein (964 m ü. NHN) und nach dem Einschnitt des Lochenpasses das Lochenhörnle. In der näheren Umgebung ist der Nordrand der Schwäbischen Alb bis Dotternhausen und seinem markanten Zementwerk zu sehen, im Norden das Gebiet des oberen Neckars bis zu den Keuperhöhen des Schönbuchs, bei sehr guter Fernsicht sogar der Stuttgarter Fernsehturm.
Das von Nordosten nach Süden streichende Albhochland ist als Großer Heuberg bekannt. Auf „halber Höhe“ (geologisch handelt es sich um die Braunjurastufe) liegt das nahegelegene Gosheim (850 m ü. NHN). Der Kleine Heuberg liegt vor der Alb westlich und nördlich von Rosenfeld; der Große Heuberg wird durch das Bäratal – vom Lochenpass bis Fridingen – in einen westlichen und östlichen Teil getrennt. Ganz im Südwesten sind die vorgelagerten Zeugenberge Hohenkarpfen, Lupfen (mit 976 m ü. NHN höchster Berg der Baaralb) und – ganz weit entfernt – der Fürstenberg zu erkennen.
Die Sicht reicht an klaren Tagen im Süden bis zu den Alpen, deren Nordrand man vom über 200 km entfernten Karwendel und dem Wettersteingebirge mit der Zugspitze (mit 2962 m ü. NHN höchster Berg Deutschlands) bis zu den Berner Alpen und bei sehr guten Bedingungen bis zum 295 km entfernten Mont Blanc (mit 4810 m höchster Berg der Alpen) verfolgen kann. Dies ist die weiteste Fernsicht, die in Deutschland möglich ist. Im Westen erstreckt sich der Schwarzwald, dessen höchste Punkte Feldberg (1493 m ü. NHN) im Südwesten und Hornisgrinde (1164 m ü. NHN) im Nordwesten gut zu erkennen sind. Tage mit guter Fernsicht sind im Herbst und Winter aufgrund der auftretenden Inversionswetterlagen mit zusätzlicher Föhnlage, häufiger als im Frühjahr und Sommer.

360°-Panorama vom Lembergturm bei guter Fernsicht mit Alpen und Schwarzwald
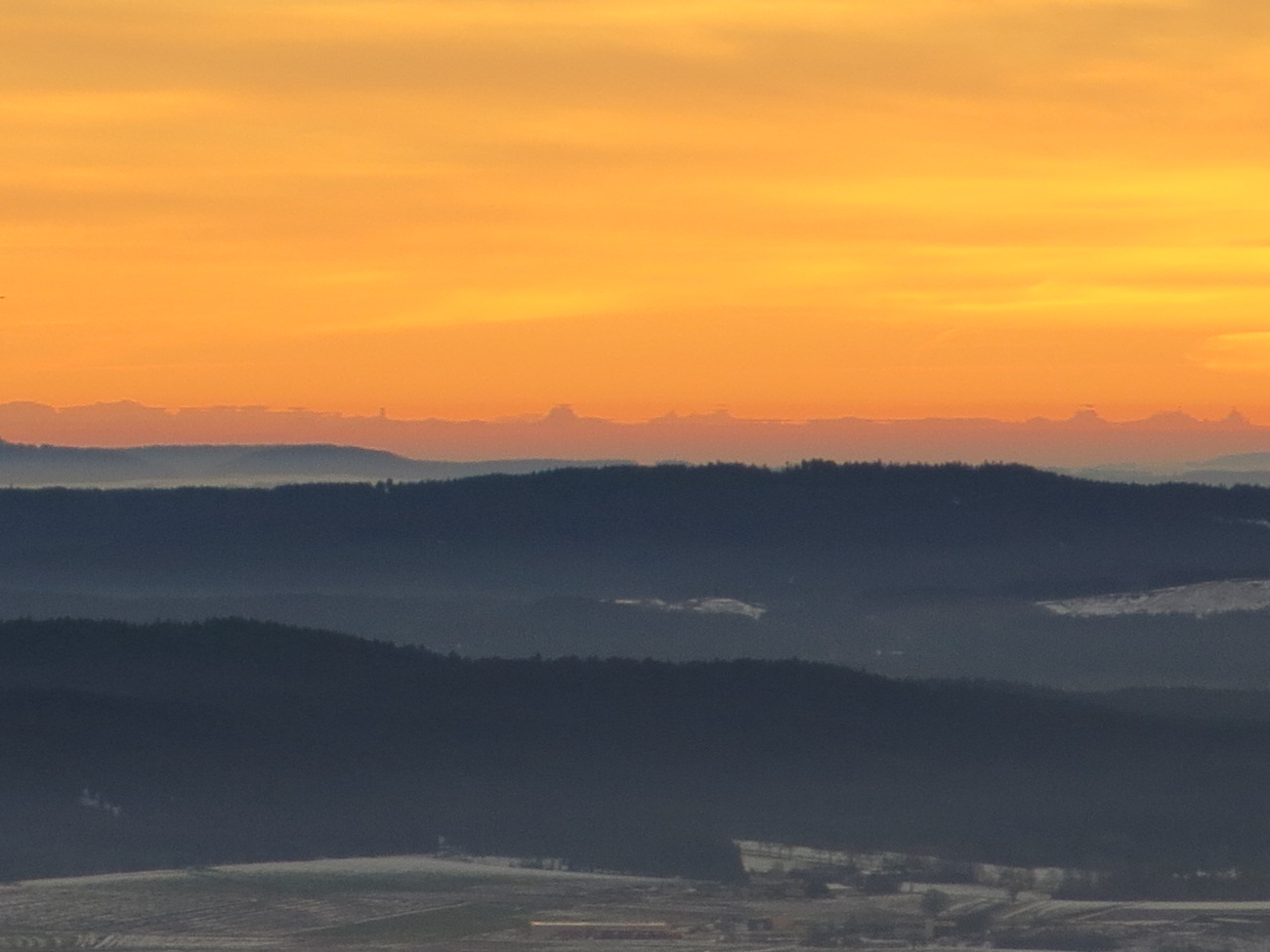
Maximale Fernsicht bis zum Mont Blanc in 295 km Entfernung
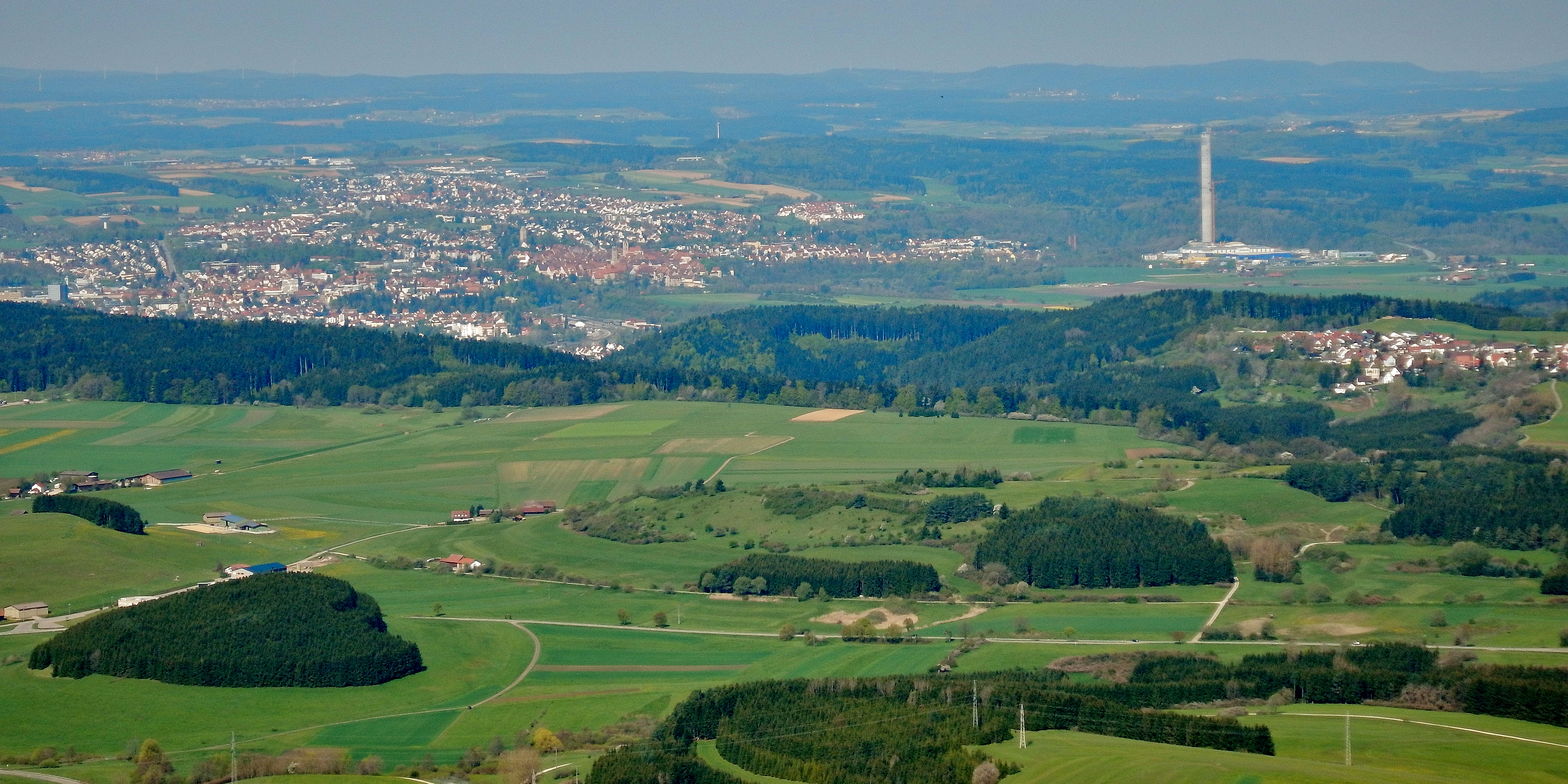
Blick auf das 400 m tiefer gelegene Rottweil mit dem damals noch in Bau befindlichen TK-Elevator-Testturm, dem höchsten Aufzugstestturm Europas
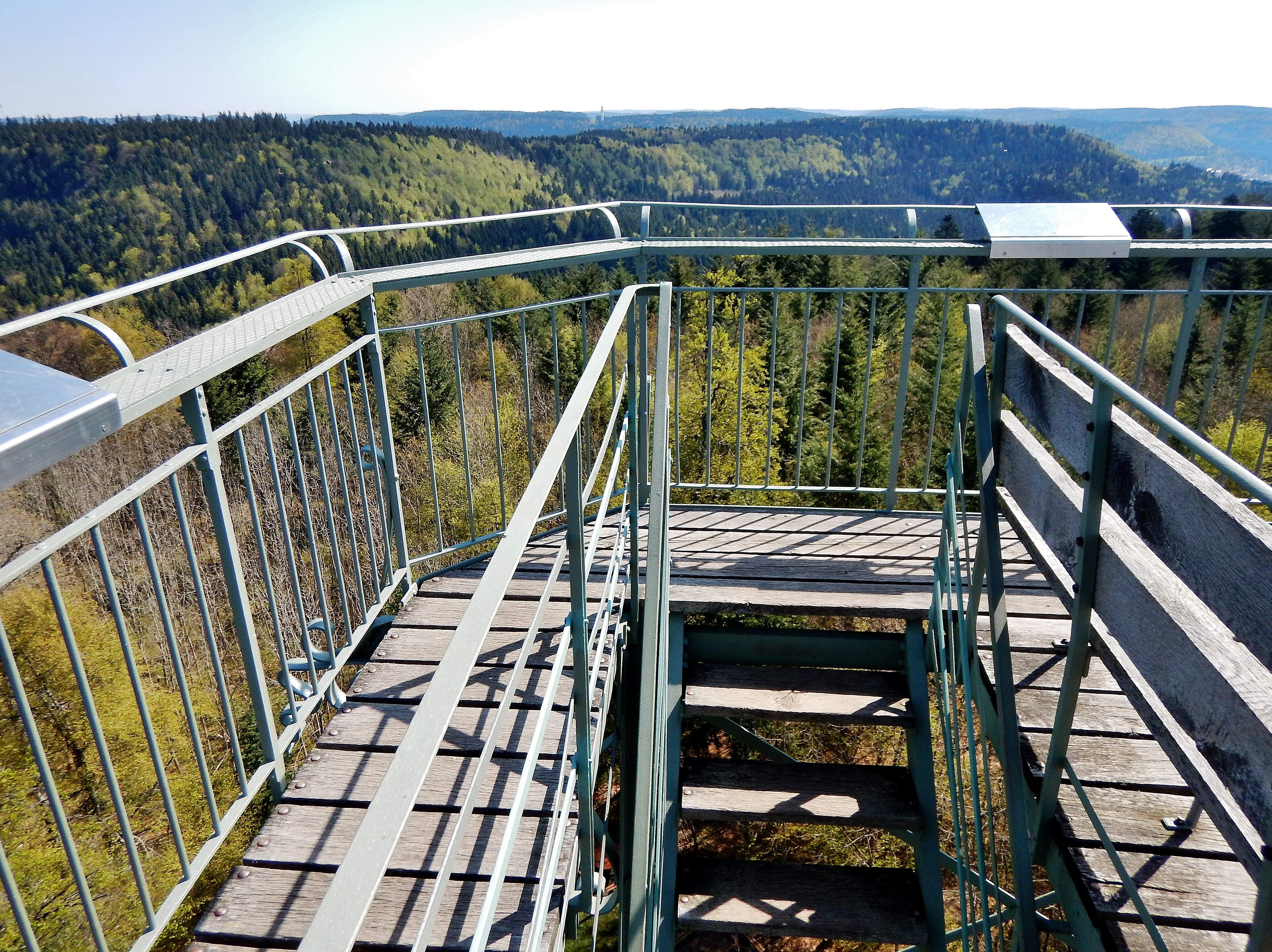
Die 30 m hohe Aussichtsplattform mit Blick auf die Südflanke des Hochbergs.

### Lemberghütte

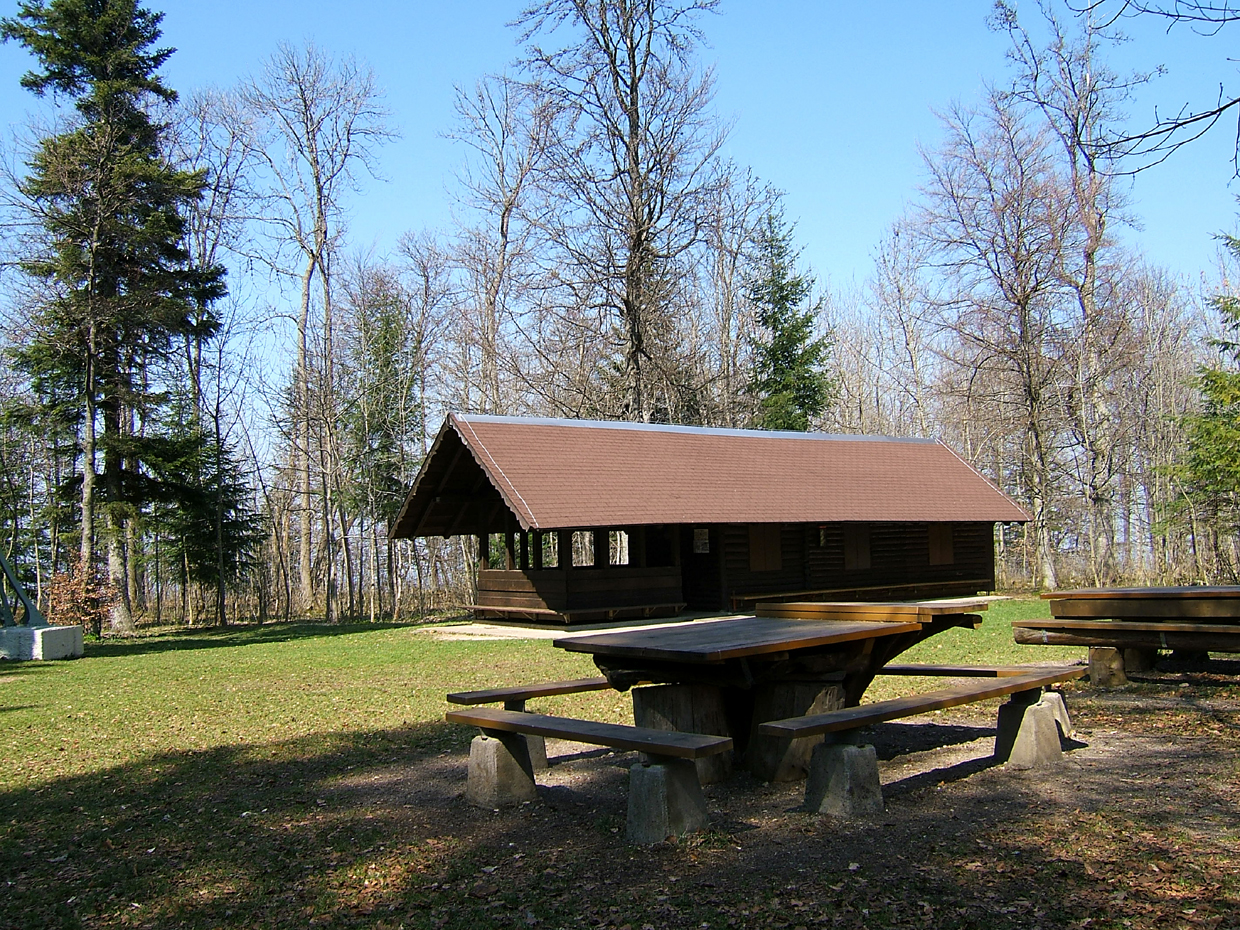
Picknicktische und Schutzhütte

Auf dem Gipfel des Lembergs steht unterhalb des Turms eine Schutzhütte des Schwäbischen Albvereins, die sogenannte Lemberghütte. Außerdem ist der Gipfel mit einem Rastplatz und einer Feuerstelle ausgestattet.
Die erste Schutzhütte wurde am 21. Juni 1901 eingeweiht. Sie hatte eine Grundfläche von 6 × 3,5 Metern und war ein auf einem Betonfundament und einem Mauersockel ruhendes, aus Rundhölzern gefertigtes Blockhaus. Ihre Baukosten betrugen 800 Mark.
In der heutigen, etwas geräumigeren Schutzhütte ist eine kleine Gaststube untergebracht. An Tagen, an denen sie von der Gosheimer Ortsgruppe des Albvereins bewirtschaftet wird, ist auf dem weithin sichtbaren Lembergturm die Deutschlandfahne aufgezogen. Nach Absprache öffnen die Hüttenwirte an beliebigen Tagen.

## Sonstiges
- Der Lemberg gilt als Hausberg von Gosheim und Wilflingen.
- Die bemerkenswerte Wunderfichte, eine jahrhundertealte Kandelaberfichte, befindet sich am Südosthang zwischen Lemberg und Hochberg.
- Der Gipfel des Berges ist das Endziel des jährlichen Gosheimer Lemberglaufes, einem Berglauf, der vom Gosheimer Skiclub meist im Herbst organisiert wird.
- Feste und Feiern des Schwäbischen Albvereins, der umliegenden Gemeinden sowie lokalen Vereinen finden im Sommerhalbjahr häufig auf dem Lemberggipfel statt.[18]
- Nach dem Berg sind Schulen (Lembergschule) und Cafés (Lemberg-Café), Seniorenheime (Lembergresidenz) und Apotheken (Lemberg-Apotheke) in der Umgebung benannt, ebenso wie Straßen in baden-württembergischen Städten und Gemeinden
- Am Fuße des Berges unmittelbar am Lembergparkplatz und an der Quelle der Unteren Bära befindet sich eine öffentliche Lagerfeuer- bzw. Grillstelle mit einem größeren Spielplatz, welche von der Gemeinde Gosheim verwaltet wird.[19]